# 帕西·努尔米宁
帕西·努尔米宁（芬蘭語：Pasi Nurminen，1975年12月17日—），芬兰男子冰球运动员，场上位置是守门员。他曾代表芬兰国家队参加2002年冬季奥林匹克运动会冰球比赛，获得第五名。